# Sainte-Lheurine
Sainte-Lheurine ist eine Gemeinde mit 527 Einwohnern (Stand 1. Januar 2022) im Département Charente-Maritime in der Region Nouvelle-Aquitaine im Südwesten Frankreichs.

## Toponomastik
Der Ort ist benannt nach der heiligen Leverina (auch Levrina, Leurina, Lurina), einer Märtyrerin im England des 5. Jahrhunderts.
Nach der Französischen Revolution von 1789 wurde der bis dahin zur Herrschaft Archiac gehörige Ort zunächst in Lheurine-la-Montagne und dann 1793 in Lheurine umbenannt. Ab 1801 hieß er Sainte-L’Heurine, und schließlich wurde daraus Sainte-Lheurine.

## Geographie
Das Dorf liegt in der einstigen Provinz Saintonge und besteht neben dem prominent auf einem Hügel gelegenen Kernort (Le Bourg) mit der Kirche, der Mairie und dem Gemeindesaal aus einer Anzahl im Umkreis gelegenen kleinen Weilern (z. B. Chez Courtableau, Les Maines, Chez Panaud, Le Pastour, Chez Brosset, Chez Bouchet, Chez Boutrit, La Vallade, Chez Herbaud, Le Chapeau, Chez Drouillard) und Einzelgehöften.
Die Nachbargemeinden sind Germignac im Norden, Saint-Palais-du-Né im Nordosten, Archiac im Osten, Arthenac im Südosten, Réaux sur Trèfle im Süden, Neuillac im Westen und Jarnac-Champagne im Nordwesten.
Der Bach Villier durchfließt das Gemeindegebiet in dessen Südteil und mündet weiter südwestlich auf dem Gebiet der Nachbargemeinde Neuillac in den Trèfle, einen Zufluss der Seugne.
Die beiden Landstraßen D 50 (von Cierzac nach Neuillac) und D 251/D150E2 von Arthenac nach Germignac kreuzen sich in der Kernsiedlung von Sainte-Lheurine.

## Bevölkerungsentwicklung
| - 1793: 782 - 1800: 806 - 1806: 808 - 1821: 791 - 1831: 885 - 1841: 835 - 1851: 845 - 1861: 887 - 1872: 843 | - 1881: 710 - 1891: 592 - 1901: 540 - 1911: 580 - 1921: 561 - 1931: 535 - 1936: 539 - 1946: 493 - 1954: 521 | - 1962: 569 - 1975: 510 - 1982: 473 - 1990: 476 - 1999: 455 - 2006: 460 - 2011: 515 - 2015: 519 |

## Wirtschaft

Cognac-Anbauregionen

Sainte-Lheurine liegt in der sogenannten Petite Champagne, einem der Hauptanbaugebiete für Cognac, und ist eine vom Weinbau geprägte Gemeinde. Auf 678 Hektar Anbaufläche, nahezu die Hälfte der Gemeindegemarkung, wurden im Jahre 2018 in 37 Betrieben insgesamt 90.792 Hektoliter (hl) Wein mit einem durchschnittlichen Alkoholgehalt von 10,47 % geerntet. Davon wurden 87.556 hl zu Cognac verarbeitet, mehrheitlich in den Cognacbrennereien in Cognac, 40 hl zu Pineau, 413 hl zu Landwein und 2784 hl zu anderen Produkten. Im Jahre 2019 waren es auf 722 ha Anbaufläche in 39 Betrieben insgesamt 70.234 hl Wein mit einem durchschnittlichen Alkoholgehalt von 11,01 %. Davon wurden 69.841 hl zu Cognac verarbeitet, 8 hl zu Pineau, 365 hl zu Landwein und 20 hl zu anderen Produkten. Daneben werden vor allem Weizen, Mais und Sonnenblumen sowie Zuckermelonen der Sorte Charentais und verschiedene Gemüse angebaut.
Weinernte und Verarbeitung
| Jahr | Betriebe | Anbaufläche (ha) | Ernte (Hektoliter) | % Alkohol | zu Cognac | zu Pineau | zu Landwein | zu Anderem |
| ---- | -------- | ---------------- | ------------------ | --------- | --------- | --------- | ----------- | ---------- |
| 2010 | …        | 674              | 76.544             | …         | 71.352    | …         | …           | 5192       |
| 2011 | …        | 755              | 88.816             | …         | 58.579    | …         | …           | 3878       |
| 2012 | …        | 710              | 59.853             | …         | 58.579    | …         | …           | 1274       |
| 2013 | 39       | 660              | 67.378             | 8,79      | 66.442    | 10        | 350         | 577        |
| 2014 | ...      | 699              | 82.463             | …         | 81.295    | …         | …           | 1168       |
| 2015 | 38       | 672              | 85.894             | 10,06     | 83.006    | 53        | 351         | 2484       |
| 2016 | 37       | 664              | 67.697             | 10,61     | 66.754    | 46        | 232         | 666        |
| 2017 | 35       | 684              | 67.795             | 10,13     | 67.400    | 16        | 327         | 52         |
| 2018 | 37       | 678              | 90.792             | 10,47     | 87.556    | 40        | 413         | 2784       |
| 2019 | 39       | 722              | 70.234             | 11,01     | 69.841    | 8         | 365         | 20         |

## Vorgeschichte
Die Gegend war bereits in der Jungsteinzeit besiedelt. Im Jahre 1886 entdeckte ein Bauer bei Feldarbeiten in der Flur „Le Cruchard“ westlich des Weilers Les Maines bei 45° 32′ 15″ N, 0° 20′ 17″ W, etwa 2 km ostnordöstlich des Dorfzentrums und etwa 125 m südlich der heutigen D 700 von Archiac nach Pons, den „Tumulus du Cruchard“, ein prähistorisches Hügelgrab. Laut zeitgenössischen Berichten stieß er beim Nachgraben auf Skelettreste. Die Datierung einiger dort 1998/99 bei archäologischen Ausgrabungen gemachten Funde deutet auf eine Begräbnisstätte der Peu-Richard-Kultur hin, einer Kultur, die sich ab etwa 3400 v. Chr. und bis 2200 v. Chr. in der Saintonge ausbreitete. Der Tumulus ist etwa 110 m lang und bis zu 30 m breit und hat eine Höhe von bis zu 2,70 m am nordöstlichen Ende, 1,00 m am südwestlichen. Er liegt inmitten von Weinfeldern und ist über einen Feldweg von der D 700 her erreichbar.

## Sehenswürdigkeiten
Siehe auch: Liste der Monuments historiques in Sainte-Lheurine

### Kirche

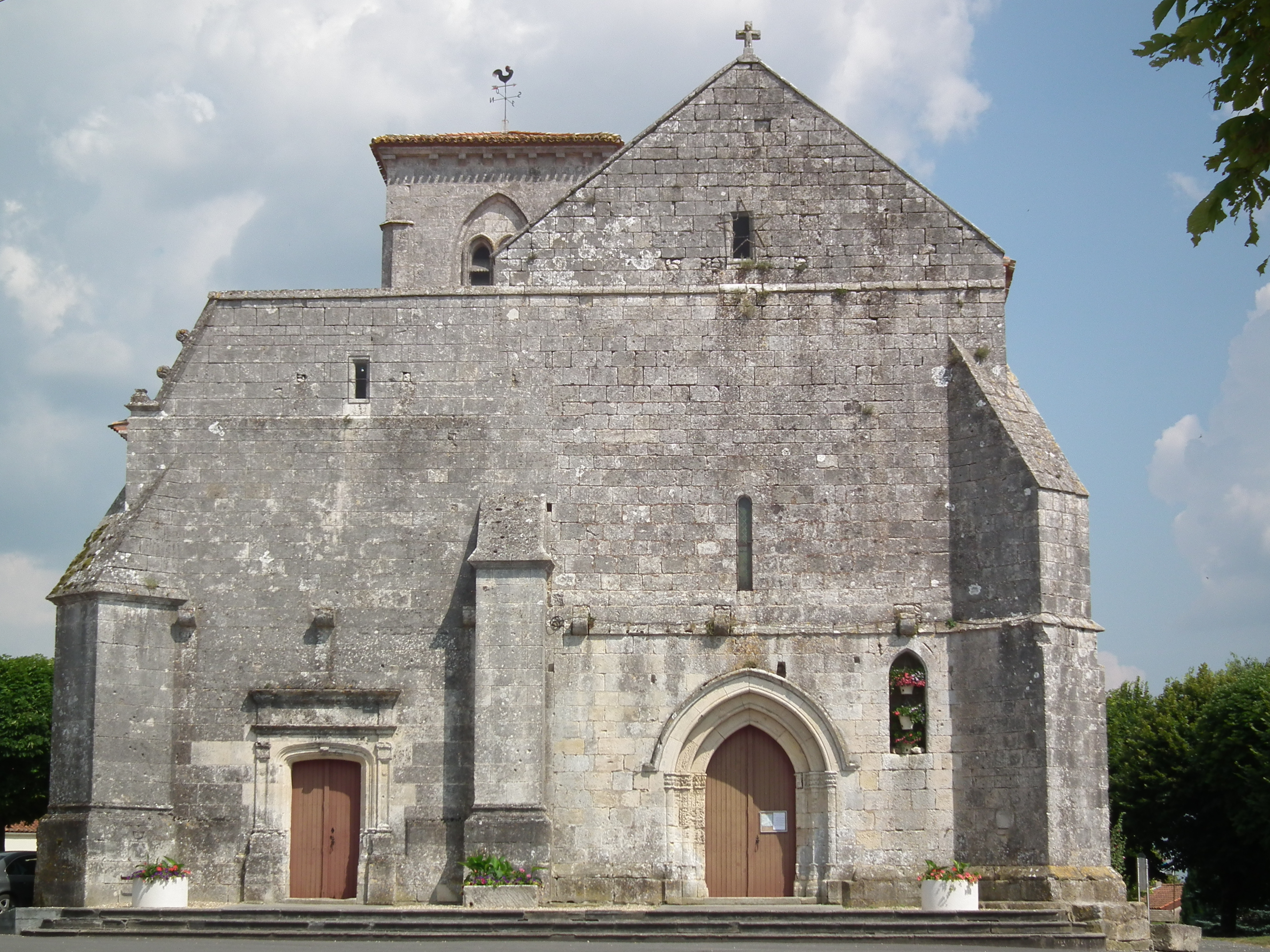
Dorfkirche

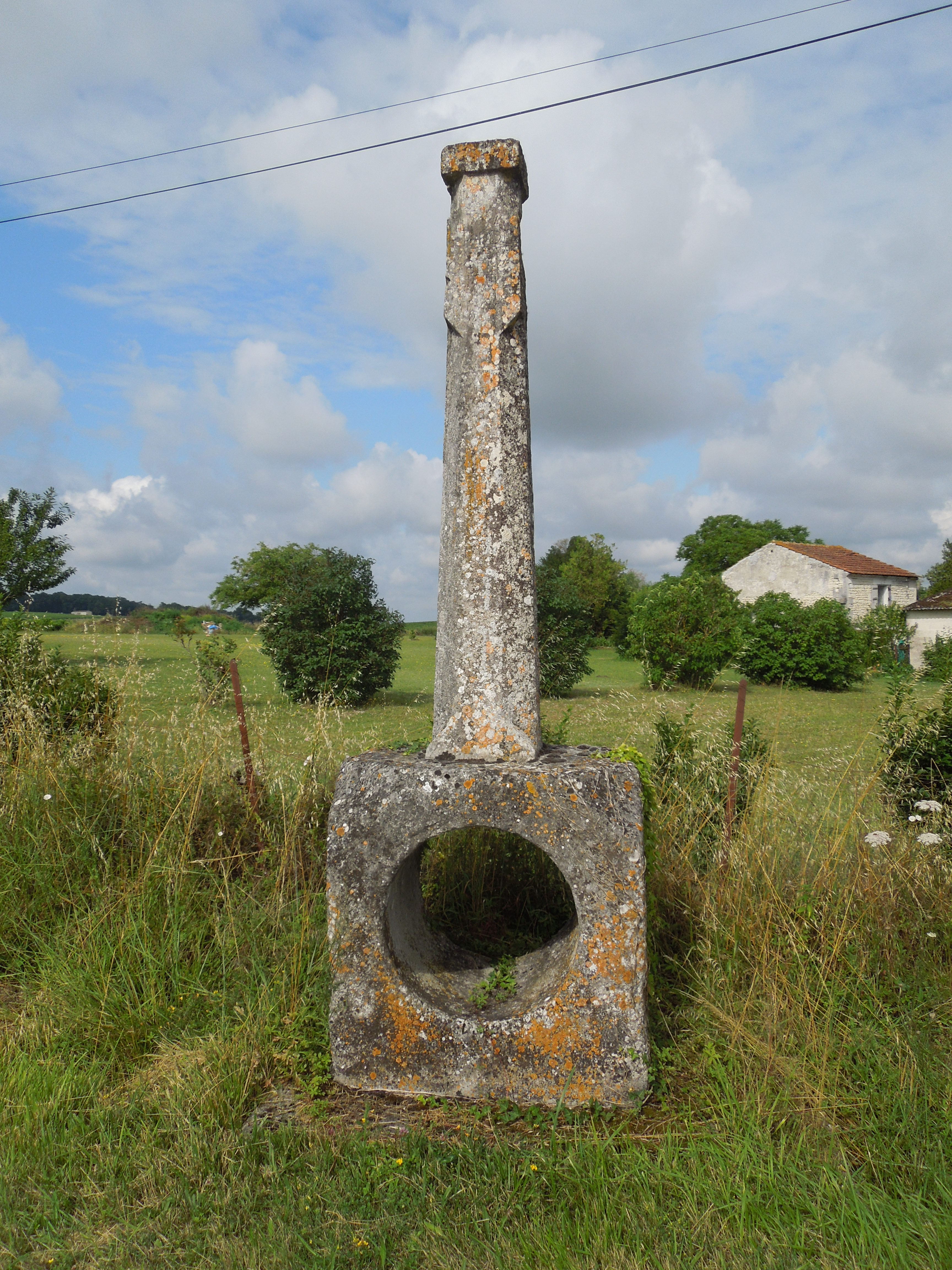
Pierre-Percée

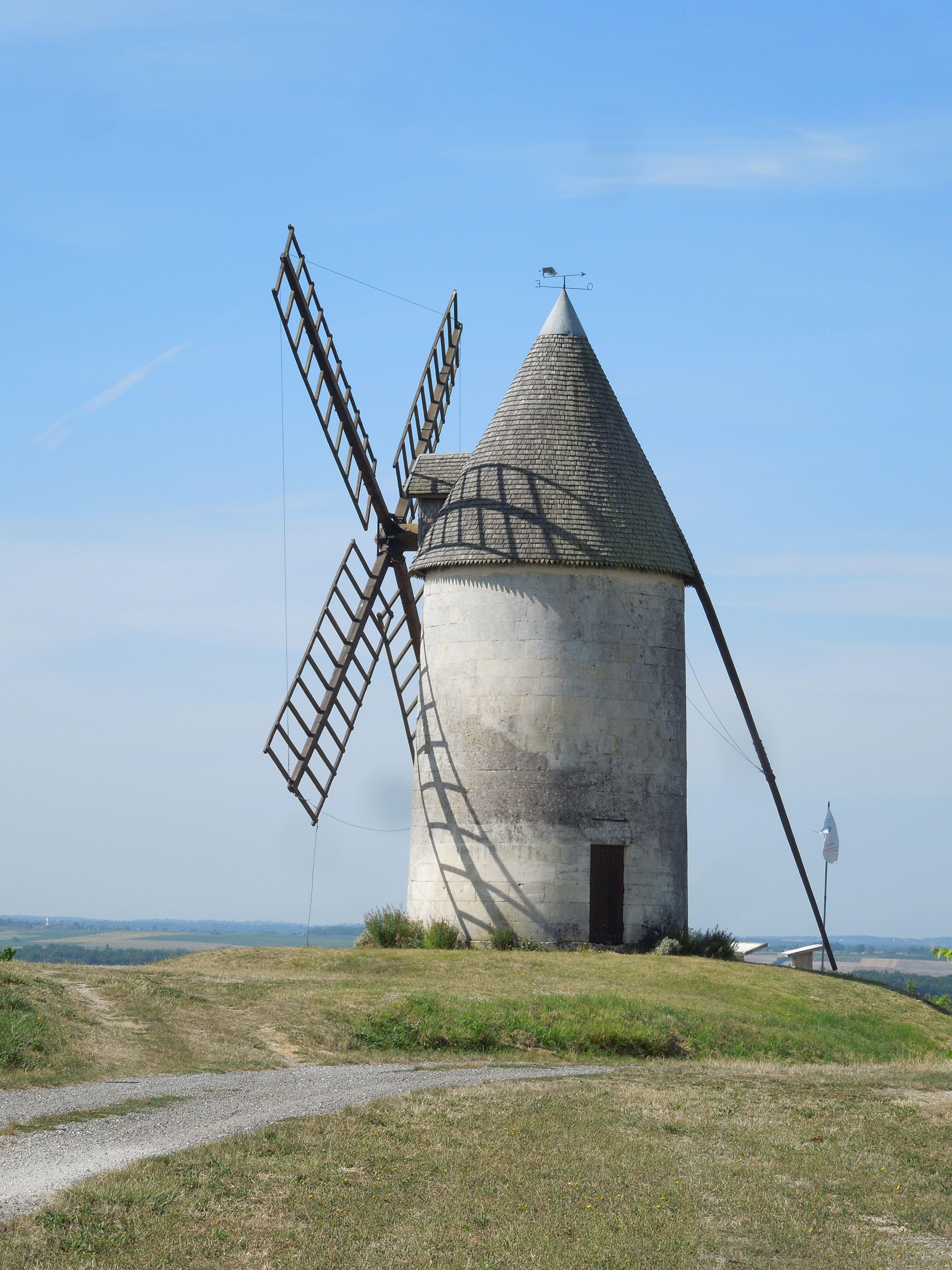
Moulin d’Arthus

Die aus Kalkstein gebaute, große und weithin sichtbare Kirche auf dem Hügel inmitten der Kernsiedlung stammt aus dem 12. Jahrhundert. Sie wurde Ende des 15./Anfang des 16. Jahrhunderts im Norden seitlich erweitert (und neu überwölbt) und hat daher eine asymmetrische Westfassade. Im 16. Jahrhundert erhielt die ansonsten schmucklose Fassade ein Renaissanceportal. Nur die Südwand enthält noch romanische Elemente, insbesondere vier schmale Rundbogenfenster zwischen den mächtigen Stützpfeilern. Auf der Nordseite befinden sich drei große Spitzbogenfenster, davon eines im Erdgeschoss des dreistöckigen Glockenturms. Der von einem sehr flachen Zeltdach gedeckte Glockenturm an der Nordseite mit seinem quadratischen Grundriss hat im Obergeschoss auf jeder Seite ein Zwillingsfenster, durch jeweils einen gerippten Pilaster voneinander getrennt. Im Inneren sind sowohl das Hauptschiff als auch das entlang der Nordseite und bis unter den Turm verlaufende Seitenschiff von Spitzbögen aus dem 15. Jahrhundert überwölbt; die Gewölbe im Erdgeschoss des Turms und in der Vierung stammen aus dem 19. Jahrhundert. Hauptschiff und Vierung sind durch einen schönen Renaissancebogen voneinander abgeteilt. Die Glocke stammt aus dem Jahr 1753.

### Pierre-Percée
Beim Weiler Les Maines steht an der von Archiac nach Pons verlaufenden D700 und der Einmündung des Wirtschaftswegs „Le fief des Moulins á Vent“ ein aus Kalkstein gehauenes, etwa 2,5 m hohes Wegekreuz, dessen Arme allerdings abgebrochen sind, auf einem etwa 1,4 m hohen Steinquader, durch den ein rundes Loch von etwa 70 cm Durchmesser gemeißelt wurde – die sogenannte Pierre-Percée (der durchbohrte Stein) (Standort: 45° 32′ 32″ N, 0° 20′ 44″ W). Das Kreuz stammt wohl aus dem 19. Jahrhundert. Gemäß der örtlichen Überlieferung heirateten junge Leute, die durch das Loch krochen, noch innerhalb eines Jahres.

### Windmühle d’Arthus
Der dreistöckige Unterbau der im 19. Jahrhundert erbauten Turmwindmühle Moulin d’Arthus auf einem Weinberg westlich der Kernsiedlung ist aus behauenem Kalkstein (Standort: 45° 31′ 42″ N, 0° 22′ 15″ W). Die drehbare, hölzerne Turmhaube mit ihren vier Flügeln wurde erst im Jahre 2009 neu gebaut und aufgesetzt. Vom dortigen Aussichtspunkt hat man einen weiten Blick auf die umliegende Landschaft.

### Römerstraße

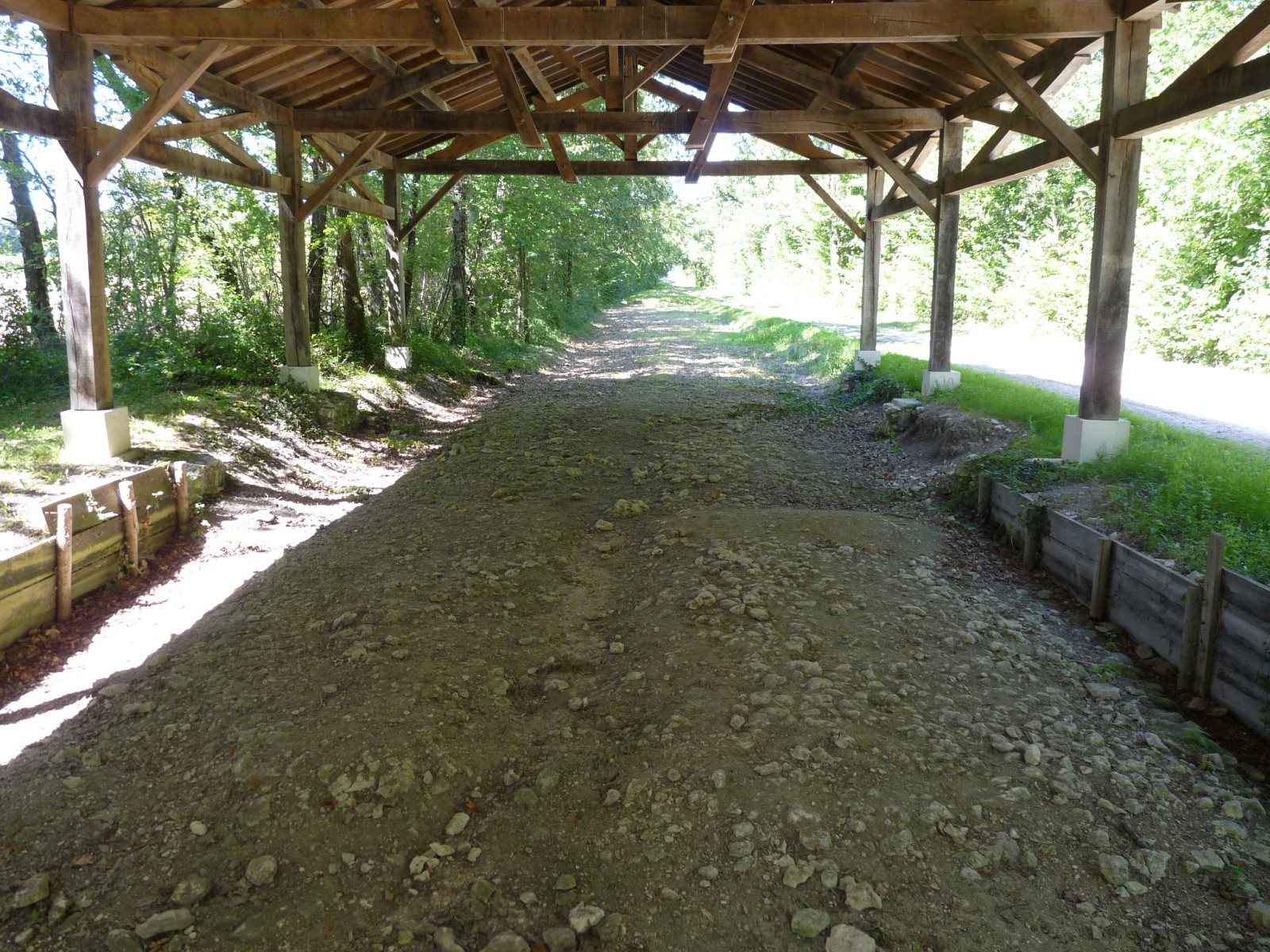
Freigelegtes Teilstück der Römerstraße bei Neuillac

Entlang der Südgrenze der heutigen Gemarkung, beim Weiler Chez Drouillard, verläuft die D 250 auf der Trasse der nahezu schnurgeraden ehemaligen Römerstraße von Saintes über Pons ins Périgord, von der ein kurzes Stück bei Neuillac, etwa 3 km westlich von Sainte-Lheurine, freigelegt worden ist und besichtigt werden kann.